# George Pal
George Pal (születési nevén  Marczincsak György Pál; (Cegléd, 1908. február 1. – Beverly Hills, 1980. május 2.) magyar származású amerikai animátor, filmrendező és producer. Hírnevét elsősorban a fantasy és a science-fiction műfajába tartozó alkotásainak köszönheti.
Hét egymást követő évben is jelölték Oscar-díjra (a legjobb rajzfilmes rövid történetek kategóriában) 1942 és 1948 között, 1944-ben pedig tiszteletbeli Oscar-díjjal jutalmazták. Így Rózsa Miklós után ő lett a második legtöbb jelölést kapó, emigrációban élő magyar (William S. Darlinggel és Ernest Laszlóval közösen).

## Fiatalkora és pályafutásának kezdete
Édesapja idősebb Marczincsak György Pál, édesanyja Mária volt. Felsőoktatási végzettséget 20 évesen a Magyar Királyi Képzőművészeti Főiskolán szerzett. 1928 és 1931 között a budapesti Hunnia Filmgyárban forgatott.
23 évesen 1931-ben elvette Grandjean Erzsébetet („Zsókát”), és miután Berlinbe költözött, megalapította a Trickfilm-Studio GmbH Pal und Wittkét, melynek legnagyobb vevője 1931 és 1933 között az UFA Studios volt. Ezalatt szabadalmaztatta bábos filmanimációs módszerét, az úgynevezett Pal-Doll eljárást.
1933-ban Prágában dolgozott. 1934-ben reklámfilmet forgatott párizsi hotelszobájában, majd a Philips is meghívta, hogy készítsen további két rövid reklámfilmet. Eindhovenben kezdte el alkalmazni a Pal-Doll eljárást először egy régi hentesüzletből kialakított stúdióban, majd egy villastúdióban, a Suny Home-ban.
A nácik hatalomra kerülését követően elhagyta Németországot.
1939 előtt öt filmet forgatott a brit Horlicks Malted Milk számára. Az év decemberében, 32 évesen elhagyta Európát, és az Amerikai Egyesült Államokba emigrált. Itt először a Paramount Pictures részére kezdett el dolgozni. Ekkoriban barátja, Walter Lantz segített neki amerikai állampolgárságot szerezni.
Animátorként az 1940-es években készítette a Puppetoons sorozatot, amellyel 1943-ban kiérdemelte a tiszteletbeli Oscar-díjat, mivel „fejlesztette a történetmesélési eljárásokat és az ezzel kapcsolatos technikákat.” Ezután Pal az Isten küldte, mókus hozta (The Great Rupert) című 1950-es filmmel átváltott az élőszereplős filmekre.
Hírnevét elsősorban az 1950-es években forgatott sci-fi és fantasy filmjeinek köszönheti, mint például a  Világok összeütközése (When Worlds Collide), ezen kívül négy olyan híres film is a nevéhez fűződik, melyet Byron Haskin rendezővel együtt alkotott, s ezek közé tartozik a Világok háborúja (The War of the Worlds) (1953). Ő maga rendezte a Hüvelyk Matyi (Tom Thumb) (1958), a Az időgép (The Time Machine) (1960) és az Igaz mese a Grimm testvérekről (The Wonderful World of the Brothers Grimm) (1962) filmeket.

## Halála
1980-ban, 72 évesen szívinfarktusban halt meg, és Culver Cityben a Szent Kereszt Temetőben temették el. Utolsó, The Voyage of the Berg című filmje soha nem készült el.